# Benjamin Schroeder
Benjamin Schroeder (* 1986 in Wolmirstedt) ist ein deutscher Schauspieler.

## Leben
Benjamin Schroeder wurde im DDR-Bezirk Magdeburg geboren. Nach der Mittleren Reife verpflichtete er sich als Soldat auf Zeit und schied nach 8 Jahren aus der Bundeswehr aus. Anschließend wurde er Schauspieler.
Sein Schauspielstudium absolvierte er von 2010 bis 2015 an der Otto-Falckenberg-Schule in München. Während seiner Ausbildung wirkte er in Produktionen an den Münchner Kammerspielen und am Residenztheater München unter der Regie von Nicola Hümpel, Herbert Fritsch und Dimiter Gotscheff mit.
In der Spielzeit 2014/15 gastierte er am Vorarlberger Landestheater Bregenz in Federico García Lorcas Tragödie Bluthochzeit unter der Regie von Sigrid Herzog.
Ab der Spielzeit 2015/16 war er bis zum Ende der Spielzeit 2016/17 festes Ensemblemitglied am Theater Erlangen. Dort spielte er u. a. den Tempelherrn in Nathan der Weise (2015, Regie: Katja Ott), Andrej in Drei Schwestern (2016, Regie: Elina Finkel), Josef Schmitz in Biedermann und die Brandstifter (2016, Regie: Elina Finkel), Tybalt in Romeo und Julia (2017, Regie: Eike Hannemann) und Bruno in Angst essen Seele auf (2017, Regie: Katja Ott). 
In der Spielzeit 2018/19 trat er an der Schaubühne Berlin als Martins Kamerad in Italienische Nacht (Regie: Thomas Ostermeier) auf.
Benjamin Schroeder stand auch für einige Film- und Fernsehproduktionen vor der Kamera. Er spielte zunächst in einigen Kurzfilmen mit. Außerdem übernahm er Rollen in breit angelegten Spielszenen in Dokumentarfilmen von ZDF und arte. Er verkörperte Hermann Bahlsen, den Erfinder des Leibniz-Keks, in Deutschland große Clans – Die Bahlsen Story (Erstausstrahlung: Oktober 2018) und an der Seite von Nils Brunkhorst den Hamburger Kaufmannsekretär Fredder in Flucht im Namen Gottes – Die Hugenotten (Erstausstrahlung: November 2019). Seine erste Kinorolle spielte er im August/September 2018 in dem 2019 veröffentlichten Gegenwarts-Western Bruder Schwester Herz unter der Regie von Tom Sommerlatte. In der 6. Staffel der ZDF-Serie SOKO Hamburg (2024) übernahm er eine Episodenhauptrolle als tatverdächtiger ehemaliger Berufstaucher Erich Prange.
Benjamin Schroeder ist Mitglied im Bundesverband Schauspiel (BFFS) und lebt in Berlin.

## Filmografie (Auswahl)
- 2014: Störgeräusch (Kurzfilm)
- 2015: Blaue Stunde (Kurzfilm)
- 2016: Skopophilia (Kurzfilm)
- 2018: Deutschland große Clans – Die Bahlsen Story (Dokumentarfilm)
- 2019: Bruder Schwester Herz (Kinofilm)
- 2019: Flucht im Namen Gottes – Die Hugenotten (Dokumentarfilm)
- 2021: Notruf Hafenkante: Am Ende ein Anfang (Fernsehserie, eine Folge)
- 2021: Sarah Kohr – Stiller Tod (Fernsehreihe)
- 2022: Trügerische Sicherheit (Fernsehfilm)
- 2022: Another Monday: Grenzen (Fernsehserie, eine Folge)
- 2024: SOKO Hamburg: Der letzte Atemzug (Fernsehserie, eine Folge)
- 2024: SOKO Wismar: Reuters Fest (Fernsehserie, eine Folge)
- 2024: Unter anderen Umständen: Nordwind (Fernsehreihe)